# Eddie Ojeda
Eddie Ojeda (New York, 5 agosto 1955) è un chitarrista heavy metal statunitense.
È l'attuale chitarrista solista dei Twisted Sister, band nella quale milita dal 1975. Come tanti altri grandi chitarristi nella storia, ama anche lui collezionare, e suonare chitarre molto particolari. Infatti in molti video e concerti viene ritratto con una chitarra molto colorata, o con dei colori molto particolari, quali il rosa, l'arancione o l'azzurro molto chiaro.
Eddie è anche famoso per aver partecipato, insieme ad altri famosi chitarristi degli anni ottanta, al progetto di Ronnie James Dio Hear 'n Aid.

## Discografia

### Solista
- 2005 - Axes 2 Axes

### Con i Twisted Sister

#### Album in studio

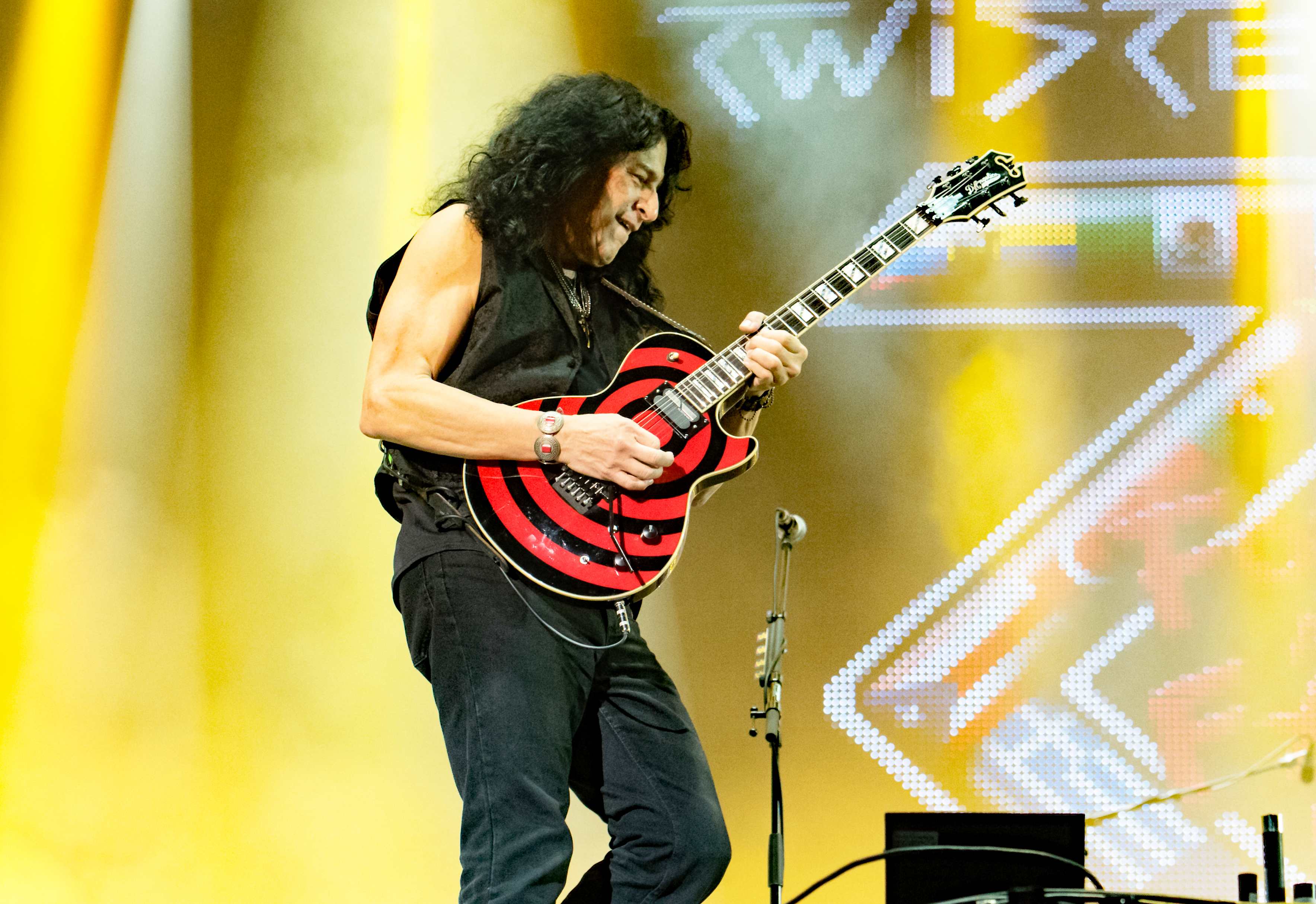
Eddie Ojeda al Wacken Open Air 2016

- 1982 - Under the Blade
- 1983 - You Can't Stop Rock'n'Roll
- 1984 - Stay Hungry
- 1985 - Come Out and Play
- 1987 - Love Is for Suckers
- 2004 - Still Hungry
- 2006 - A Twisted Christmas

#### Live
- 1994 - Live at Hammersmith
- 1999 - Club Daze Volume 1: The Studio Sessions
- 2001 - Club Daze Volume 2: Live In The Bars

#### Raccolte
- 1992 - Big Hits and Nasty Cuts
- 1999 - We're Not Gonna Take It
- 2002 - The Essentials
- 2003 - We're Not Gonna Take It and Other Hits
- 2005 - The Best of Twisted Sister

#### Partecipazioni
- 2000 - Stiff Competition!: A Cheap Trick Tribute!
- 2001 - Twisted Forever: A Tribute to the Legendary
- 2001 Sebastian Bach - Bach 2: Basics